# Beidenfleth
Beidenfleth est une commune allemande du Schleswig-Holstein, située dans l'arrondissement de Steinburg (Kreis Steinburg), à huit kilomètres au sud-ouest de la ville d'Itzehoe, sur la rive droite de la Stör. Beidenfleth fait partie de l'Amt Wilstermarsch qui regroupe 14 communes autour de Wilster.